# Церква Введення в храм Богородиці (Куропатники)
Церква Введення в храм Богородиці в Куропатниках — парафія і храм греко-католицької громади Козівського деканату Тернопільсько-Зборівської архієпархії Української греко-католицької церкви в селі Куропатники Тернопільського району Тернопільської области.

## Історія церкви
Про парафію є згадки з 1680 року. Сучасний храм, збудований за проєктом архітектора пана Петрики з Бережан, був освячений у 1937 році єпископом Іваном Бучком.
З 1712 по 1946 рік парафія належала до УГКЦ, а з 1946 по 1990 рік — до РПЦ. У 1990 році, під час національного відродження, відбувся конфесійний поділ громади. Більшість парафіян разом зі священником Іваном Сіверським перейшли в УАПЦ, а пізніше — в УПЦ КП. Менша частина вірян повернулася до Греко-католицької церкви, але храм залишився у власності православної громади. Греко-католики змушені були відвідувати богослужіння в сусідніх селах.
У 1993 році греко-католицька громада почала збиратися на спільні молитви біля хреста, встановленого біля чудотворного джерела в урочищі Монастир. Восени 1994 року навколо хреста звели тимчасову капличку, яка зруйнувалася взимку 1999 року. Навесні віряни спорудили нову дерев'яну капличку, де богослужіння проводяться і сьогодні.
11 листопада 2012 року відбулася єпископська візитація, яку провів владика Василій Семенюк.
При парафії діє Вівтарне братство. На території парафії є хрест в капличці в урочищі Монастир, фігура Матері Божої, освячена у 2009 році, та каплиця святого Антонія. У власності парафії перебуває капличка в урочищі Монастир.

## Парохи
- о. Габрусевич (1888—1890),
- о. Ілля Залуцький (1918—1936),
- о. С. Серкіс (1936),
- о. Петро Пастух (1936—1941),
- о. Ілля Залуцький (1941—1946),
- о. Василь Івасюк,
- о. Богдан Стойко,
- о. Григорій Федчишин,
- о. Михайло Квасниця (з 18 серпня 1994).